# ルネ・コロ
ルネ・コロ（René Kollo, 本名：René Kollodzieyski, 1937年11月20日 - ）は、20世紀後半の四半世紀のドイツオペラ界を代表するテノール歌手。

## 経歴
ドイツ、ベルリン生まれ。祖父ヴァルター・コロ、父ヴィリー・コロは、ともにオペレッタ作曲家というオペレッタ一家に生まれる。ルネ・コロ自身も当初はオペレッタやミュージカル、ポップスを歌い活躍していたが、後にオペラ歌手への転向を決意し、本格的に声楽を習う。
1965年、ストラヴィンスキーの「エディプス王」にてオペラ歌手として再デビューした。1967年から1971年まではライン・ドイツ・オペラに所属。キャリア初期にはモーツァルトやイタリアオペラの軽いレパートリーを中心に歌っていた。
1969年のバイロイト音楽祭に「さまよえるオランダ人」の舵手役で初出演すると、一躍注目されレコード録音にも起用された。その後次第に「ローエングリン」のタイトルロールや「ニュルンベルクのマイスタージンガー」のヴァルターなど重要な役を歌い頭角を現していく。
1976年には「ニーベルングの指環」のジークフリート、1981年「トリスタンとイゾルデ」のトリスタンと重量級の役にもレパートリーに広げ、欧米の一流劇場の重要なワーグナー上演の多くで主役を歌い、当代最高のヘルデンテノールとしての名声を不動なものとしていく。
ルネ・コロの声は従来のヘルデンテノールらしい力強さや量感にはやや物足りなかったが、その叙情的な美声と高い音楽性で旧来の歌手と一線を画していた。オペレッタで鍛えた演技力もあいまって、新世代のテノールとして人気を博す。特にドイツオペラのテノールパートにおける最大の難役であるジークフリートとトリスタンにおいては、現役時代他の歌手の追随を許さなかった。
主なオペラのレパートリーはローエングリン、タンホイザー、トリスタン、ヴァルター、ジークフリート、パルジファルなどワーグナーのヘルデンテノール役に加え、リヒャルト・シュトラウスの「アラベラ」のマッテオ、「ナクソス島のアリアドネ」のバッカス、「影のない女」の皇帝、ベートーヴェンの「フィデリオ」のフロレスタンなど。カラヤン、ショルティ、カルロス・クライバーらの指揮などでレコーディングにも引っ張りだことなり、得意のワーグナーと平行して、オペレッタの録音や映画にも多くの名唱を残した。近年ではオペレッタのみ舞台に立っている。またマーラーの「大地の歌」、交響曲第8番やベートーヴェンの第九のソリストとしても歌い、コンサート歌手としても高く評価された。
外来オペラの引越し公演に同道して日本でも度々歌ったが、特に1987年のゲッツ・フリードリヒ演出のベルリン・ドイツ・オペラでの「ニーベルングの指環」の舞台初演では、主役のジークフリートを歌い絶賛された。なお同オペラとの「トリスタンとイゾルデ」の1993年の来日公演はビデオ収録され、LD化・DVD化もされ、世界マーケットで発売されている。

## エピソード
1998年にベルリン・ドイツ・オペラとともに来日した際、原宿の路上でナイフを持った5人の少年に取り囲まれ、現金やクレジットカードの入った財布を奪われた。当時は「オヤジ狩り」が社会問題化し始めた時期であったため、「世界的オペラ歌手がオヤジ狩りに遭遇」などと報道された。